# 皮耶罗·帕西纳蒂
皮耶罗·帕西纳蒂（義大利語：Piero Pasinati，1910年7月21日—2000年11月15日），意大利男子足球运动员，场上位置是前锋。他曾代表意大利参加1938年国际足联世界杯，结果获得冠军。